# 1286
سنة 1286 كانت سنة بسيطة تبدأ يوم الثلاثاء (الرابط يظهر نموذج التقويم الكامل للسنة) من التقويم اليولياني.

## مواليد
- محمد بن سعيد الرعيني

## وفيات
- ابن العبري
- ألكسندر الثالث ملك إسكتلندا